# Sitabamba
Sitabamba ist eine peruanische Stadt, Hauptstadt des gleichnamigen Distrikts der Provinz Santiago de Chuco in der Region La Libertad. Sie liegt etwa 226 Kilometer südöstlich der Stadt Trujillo.